# Ангус Макларен
Ангус Макларен (англ. Angus McLaren, нар. 3 листопада 1988, Вонтаггі, Вікторія, Австралія) — австралійський актор. Найбільш відомий своїми ролями Натана Рафтера в телевізійних серіалах «Packed to the Rafters» та Льюїса Маккартні в «H2O: Просто додай води».

## Ранні роки
Макларен — наймолодший із трьох синів. Він має двох братів Ретта і Ейдана. Виріс у Вонтаггі, штат Вікторія , на молочній фермі поблизу озера Лох, що належить його предкам із Шотландії (його рідня все ще живе там). Навчався в католицькому національному коледжі Мері Маккіллоп у Леонгаті, штат Вікторія. Був барабанщиком сіднейської інді- групи «Rapids (Ballet Imperial)», а також грав на бас-гітарі в панк- групі «Bogey Lowensteins».

## Кар'єра

### 2000—2013 роки
Ангус знявся в ряді шкільних і аматорських постановок для ліричного театру Leongatha. Дебютував як актор, коли йому було 12 років, з періодичною роллю в серіалі ABC «Something in the Air». Потім знявся у телесеріалах «Найгірші найкращі друзі», «Седловий клуб» і «Фергюс Макфейл», а також зіграв гостьові ролі в «Блакитних каблуках», «Комеді Інкорпорейшн» і періодичну роль у «Сусідах».
Першу головну роль Макларен зіграв у 2004 році в дитячому серіалі «Silversun», який транслювався на телеканалах Seven Network та ABC. Його дебют у повнометражному фільмі відбувся в 2005 році у малобюджетному повнометражному фільмі «Мельбурнський суд із самотніми королівськими особами» режисера Роана Майкла Гула.
В 2005 році Макларен також працював над проєктом «Last Man Standing» і займався озвученням реклами. В 2006 році Макларен почав працювати над дитячим серіалом «H2O: Просто додай води», в якому з'являвся від першої серії до середини третього сезону у ролі Льюїса Маккартні (він також ненадовго з'явився в кінці третього сезону, у фіналі серіалу). В 2008 році він з'явився у фільмі «Packed to the Rafters» у ролі Натана Рафтера. Він знявся в 102 епізодах протягом шести сезонів шоу.

### 2013–дотепер
Протягом 2013 і 2014 років він брав участь у різноманітних майстер-класах в Нью-Йорку, Лос-Анджелесі, Сіднеї та Мельбурні. Потім він отримав ступінь бакалавра акторської майстерності в Академії сценічних мистецтв Західної Австралії в Перті, Західна Австралія. Під час роботи в WAAPA Ангус з'явився у восьми постановках WAAPA. Він зіграв маркіза де Сада у постановці WAAPA «Марат/Сад», «Людина в ніжному напалмі», а в випускному році отримав схвальні відгуки за роль у «Коріолані» Шекспіра.
У 2016 році він зіграв роль Вільяма «Багряного Скрипаля» Грема у фільмі «Квотермейн». За цю роль Ангус отримав нагороду Nine Network Channel 9 за найкращу чоловічу роль на WA Screen Academy Awards.
У 2018 році було оголошено, що Макларен приєднався до акторського складу мильної опери Seven Network Home and Away у ролі Ленса Солсбері під час тридцять першого сезону шоу. Він вперше з'явився в епізоді 6860, який вийшов 17 квітня 2018 року.

## Фільмографія

### Фільми
| рік      | Назва                 | Роль        | Примітки               |
| -------- | --------------------- | ----------- | ---------------------- |
| 2006 рік | Суд самотніх королів  |             |                        |
| 2009 рік | Захід сонця над водою | Ендрю       | Короткометражний фільм |
| 2012 рік | Quietus               | Сем         | Короткометражний фільм |
| 2016 рік | Квотермен             | Вільям Грем | Короткометражний фільм |
| 2018 рік | Голий мандрівник      | Джейк       |                        |
| 2018 рік | Готель Мумбаї         | Едді        |                        |
| 2018 рік | Злиття                |             |                        |

### Телебачення
| рік            | Назва                   | Роль                           | Примітки                                                                         |
| -------------- | ----------------------- | ------------------------------ | -------------------------------------------------------------------------------- |
| 2000–2002 роки | Щось у повітрі          | Джейсон Кессіді                |                                                                                  |
| 2002 рік       | Шуан Тонг               | Жертва вбивства Сент-Луїса     |                                                                                  |
| 2002 рік       | Найгірші найкращі друзі |                                |                                                                                  |
| 2002 рік       | Сусіди                  | Майкл Тухі                     | 18 сезон                                                                         |
| 2003 рік       | Сусіди                  | Джеймі Кларк                   | 19 сезон                                                                         |
| 2003 рік       | Сідловий клуб           | Денні                          |                                                                                  |
| 2003 рік       | CrashBurn               | Бен (15 років)                 |                                                                                  |
| 2004 рік       | Фергюс Макфейл          | Боб                            |                                                                                  |
| 2004 рік       | Silversun               | Дегенхардт Белл                |                                                                                  |
| 2005 рік       | Last Man Standing       | Брендан Делейні                |                                                                                  |
| 2003–2005 роки | Сині підбори            | Макс Харрісон / Брендан Делані |                                                                                  |
| 2006–2010 роки | H2O: Просто додай води  | Льюїс Маккартні                | Головна роль: з 1 сезону до середини 3 сезону (також з'явився у фіналі 3 сезону) |
| 2008 рік       | Всіх святих             | Ангус Вілсон                   |                                                                                  |
| 2008–2013 роки | Запакований до Рафтерс  | Натан Рафтер                   | Головна роль: 1 — 4 і 6 сезони, гостьова роль: 5 сезон (102 серії)               |
| 2017 рік       | Доктор Доктор           | Доктор Токе                    |                                                                                  |
| 2018–2019 роки | Вдома і в гостях        | Ленс Солсбері                  | Повторювана роль: 31 сезон (початок епізоду 6860)                                |
| 2019 рік       | цвітіння                | Молодий Френк                  |                                                                                  |
| 2020 рік       | Операція Буффало        | Далгліш                        |                                                                                  |
| 2021 рік       | Назад до Рафтерс        | Натан Рафтер                   |                                                                                  |

### Театр
| рік      | Назва         | Роль     | Примітки                                                           |
| -------- | ------------- | -------- | ------------------------------------------------------------------ |
| 2015 рік | Ніжний напалм | Чоловік  | Сценічна постановка Академії сценічних мистецтв Західної Австралії |
| 2015 рік | Марат/Саде    | Саде     | Сценічна постановка Академії сценічних мистецтв Західної Австралії |
| 2016 рік | Коріолан      | Коріолан | Сценічна постановка Академії сценічних мистецтв Західної Австралії |